# Route nationale 11A (Maroc)
Pour les articles homonymes, voir Route 11A.
La Route nationale 11A, ou N11A, est une route nationale marocaine, reliant Dcheira El Jihadia à Tamait Izder, en passant par Agadir.